# Vice-Premier ministre du Luxembourg
Pour les autres articles nationaux ou selon les autres juridictions, voir vice-Premier ministre.
Au Grand-Duché de Luxembourg, le vice-Premier ministre est la deuxième plus importante fonction au sein du gouvernement luxembourgeois. Le vice-Premier ministre exerce une fonction essentielle dans le système de gouvernement collégial luxembourgeois, il remplace le Premier ministre lorsque celui-ci est absent, il représente son propre parti politique et occupe d'autres fonctions gouvernementales.
Depuis la création de ce poste, en 1959, presque tous les gouvernements ont été des coalitions de deux à trois principaux partis : le Parti populaire chrétien-social (CSV), le Parti ouvrier socialiste luxembourgeois (LSAP) et le Parti démocratique (DP). Le gouvernement actuel, cependant, se compose du LSAP, du DP et du parti Les Verts, ce qui est une nouveauté. Le vice-Premier ministre a toujours été un homme politique de premier plan du partenaire de la coalition junior.
Depuis le 14 juillet 1989, le titre de vice-Premier ministre est officialisé, bien que cette fonction soit officieusement connu sous le nom de vice-Président du gouvernement depuis le 2 mars 1959. Ceci s'explique par le fait que le chef du gouvernement luxembourgeois portait le titre de Président du gouvernement jusqu'en 1989. En raison de la reconduite du gouvernement tripartite dirigé par Xavier Bettel, un arrêté grand-ducal du 5 décembre 2018 porte le nombre de titulaires de la fonction à deux.

## Liste des vice-chefs du gouvernement

### Vice-Président du gouvernement (2 mars 1959 – 14 juillet 1989)
| № | Image | Titulaire                                        | Parti | Parti | Date de début    | Date de fin      | Gouvernement        | Chef du gouvernement |
| - | ----- | ------------------------------------------------ | ----- | ----- | ---------------- | ---------------- | ------------------- | -------------------- |
| 1 |       | Eugène Schaus (12 mai 1901 – 29 mars 1978)       |       | DP    | 2 mars 1959      | 15 juillet 1964  | Werner-Schaus I     | Pierre Werner        |
| 2 |       | Henry Cravatte (21 mai 1911 – 4 novembre 1990)   |       | LSAP  | 15 juillet 1964  | 6 février 1969   | Werner-Cravatte     | Pierre Werner        |
| - |       | Eugène Schaus (12 mai 1901 – 29 mars 1978)       |       | DP    | 6 février 1969   | 15 juin 1974     | Werner-Schaus II    | Pierre Werner        |
| 3 |       | Raymond Vouel (8 avril 1923 – 12 février 1987)   |       | LSAP  | 15 juin 1974     | 21 juillet 1976  | Thorn-Vouel-Berg    | Gaston Thorn         |
| 4 |       | Benny Berg (14 septembre 1931 – 21 février 2019) |       | LSAP  | 21 juillet 1976  | 16 juillet 1979  | Thorn-Vouel-Berg    | Gaston Thorn         |
| 5 |       | Gaston Thorn (3 septembre 1928 – 26 août 2007)   |       | DP    | 16 juillet 1979  | 22 novembre 1980 | Werner-Thorn-Flesch | Pierre Werner        |
| 6 |       | Colette Flesch (née le 16 avril 1937)            |       | DP    | 22 novembre 1980 | 20 juillet 1984  | Werner-Thorn-Flesch | Pierre Werner        |
| 7 |       | Jacques Poos (3 juin 1935 – 19 février 2022)     |       | LSAP  | 20 juillet 1984  | 14 juillet 1989  | Santer-Poos I       | Jacques Santer       |

### Vice-Premier ministre (depuis le 14 juillet 1989)
| № | Image           | Titulaire                                    | Parti           | Parti | Date de début        | Date de fin         | Gouvernement    | Chef du gouvernement |
| - | --------------- | -------------------------------------------- | --------------- | ----- | -------------------- | ------------------- | --------------- | -------------------- |
| 1 |                 | Jacques Poos (3 juin 1935 – 19 février 2022) |                 | LSAP  | 14 juillet 1989      | 13 juillet 1994     | Santer-Poos II  | Jacques Santer       |
| 1 | 13 juillet 1994 | Jacques Poos (3 juin 1935 – 19 février 2022) | 20 janvier 1995 | LSAP  | Santer-Poos III      |                     |                 | Jacques Santer       |
| 1 | 20 janvier 1995 | Jacques Poos (3 juin 1935 – 19 février 2022) | 26 janvier 1995 | LSAP  | Juncker-Poos I       | Jean-Claude Juncker |                 |                      |
| 1 | 26 janvier 1995 | Jacques Poos (3 juin 1935 – 19 février 2022) | 7 août 1999     | LSAP  | Juncker-Poos II      | Jean-Claude Juncker |                 |                      |
| 2 |                 | Lydie Polfer (née le 22 novembre 1952)       |                 | DP    | 7 août 1999          | Jean-Claude Juncker | 31 juillet 2004 | Juncker-Polfer       |
| 3 |                 | Jean Asselborn (né le 27 avril 1949)         |                 | LSAP  | 31 juillet 2004      | Jean-Claude Juncker | 23 juillet 2009 | Juncker-Asselborn I  |
| 3 | 23 juillet 2009 | Jean Asselborn (né le 27 avril 1949)         | 4 décembre 2013 | LSAP  | Juncker-Asselborn II | Jean-Claude Juncker |                 |                      |
| 4 |                 | Etienne Schneider (né le 29 janvier 1971)    |                 | LSAP  | 4 décembre 2013      | 5 décembre 2018     | Bettel I        | Xavier Bettel        |
| 4 | 5 décembre 2018 | Etienne Schneider (né le 29 janvier 1971)    | 4 février 2020  | LSAP  | Bettel II            |                     |                 | Xavier Bettel        |
| 5 |                 | Félix Braz (né le 16 mars 1966)              |                 | Gréng | Bettel II            | 5 décembre 2018     | 11 octobre 2019 | Xavier Bettel        |
| 6 |                 | François Bausch (né le 16 octobre 1956)      |                 | Gréng | 11 octobre 2019      | 17 novembre 2023    | Bettel II       | Xavier Bettel        |
| 7 |                 | Dan Kersch (né le 27 décembre 1961)          |                 | LSAP  | 4 février 2020       | 5 février 2022      | Bettel II       | Xavier Bettel        |
| 8 |                 | Paulette Lenert (née le 31 mai 1968)         |                 | LSAP  | 5 janvier 2022       | 17 novembre 2023    | Bettel II       | Xavier Bettel        |
| 9 |                 | Xavier Bettel (né le 3 mars 1973)            |                 | DP    | 17 novembre 2023     | en cours            | Frieden         | Luc Frieden          |